# Halo 3
Halo 3 er et first-person shooter skydespil udviklet af Bungie Studios eksklusivt til Xbox 360. Spillet er en del af Halo trilogien der startede med i Halo: Combat Evolved og fortsatte med Halo 2. Spillet blev udgivet den 25. september 2007 i New Zealand , Australien, Singapore, Indien, Mexico, Canada, Brasilien og i USA; den 26. september 2007 i Europa; og den 27. september 2007 i Japan. GameSpot fortalte at der befandt sig 4,2 millioner eksemplarer af Halo 3 i butikker klar til salg den 24. september 2007, dagen før den officielle udgivelsesdato, hvilket er verdensrekord. Halo 3 har også rekorden for det mest sælgende produkt i underholdningsindustrien (inkluderer filmindustrien), da det solgte for 170 millioner US dollars i de første 24 timer.
Spillet byder på nye køretøjer, våben og gameplay i forhold til de tidligere spil i serien. Halo 3 fokuserer på den interstellare krig mellem menneskeligheden i det 26. århundrede og en række udvalgte alien-racer kendt som Covenant, som efter en årtier lang krig er begyndt på invasionen af Jorden. Spilleren påtager sig rollen som Master Chief, en kybernetisk forstærket supersoldat, som skal sikre overlevelsen af menneskeheden.